# ESBG-Allstar-Game

Logo der ESBG

Das ESBG-Allstar-Game war ein von 2006 bis 2008 jährlich stattfindendes Freundschaftsspiel der ESBG-Ligen Oberliga und 2. Bundesliga. Bei diesem Spiel traten ausgewählten Spieler in zwei Mannschaften gegeneinander an. Hierbei traf das Team Schwarz-Rot-Gold auf das Team United Nations. Jedes Oberligateam stellte einen Spieler und jedes Zweitligateam ein bis drei Spieler ab. Ein Teil der Akteure konnte von den Fans in der Fachzeitschrift Eishockey News ausgewählt werden. Der Rest wurde von Sportjournalisten und Experten bestimmt.
Teil der Veranstaltung war zudem die Skills Competition. Nach dem Vorbild des DEL All-Star Games oder des NHL All-Star Games wurde bei diesem Wettbewerb unter anderem der härteste Schlagschuss, der schnellste Skater oder die beste Dribbelstaffel ermittelt. Die Skills Competition fanden traditionell vor dem eigentlichen All-Star-Spiel statt.
Der Gesamterlös der Veranstaltung kam der Äthiopienhilfe „Menschen für Menschen“ von Karlheinz Böhm, der in seiner Kindheit selbst Eishockey spielte, zugute.

## Austragung 2006
Am 28. Februar 2006 fand erstmals ein ESBG-Allstar-Game der 2. Bundesliga und der Oberliga statt. Das Spiel wurde im Eisstadion am Pulverturm in Straubing ausgetragen.
Während das Team Schwarz-Rot-Gold mit zahlreichen Ex-Nationalspielern, wie zum Beispiel Markus Janka und Brad Bergen, ausgestattet war, gingen für das Team United Nations mehrere Profis mit langjähriger DEL-Erfahrung, wie unter anderem Robby Sandrock oder Éric Houde, aufs Eis. Trainer der deutschen Mannschaft war Erich Kühnhackl. Beim Team United Nations stand dagegen der gebürtige Tscheche Jiří Kochta an der Bande.
Das Team United Nation konnte das erste ESBG All-Star Game mit 6:5 gewinnen. Nachdem die deutsche Mannschaft das erste Drittel mit 2:2 ausgeglichen gestalten konnte und das zweite gewann, drehte die ausländische Auswahl die Partie im letzten Drittel. Der Kanadier Alexandre Jacques, der damals beim SC Bietigheim-Bissingen unter Vertrag stand, erzielte schließlich in der 56. Minute den Siegtreffer für das Team United Nations. Das rund 5.800 fassende Eisstadion am Pulverturm war mit knapp 1.300 Zuschauern noch nicht einmal zu einem Drittel gefüllt.

### Mannschaftskader
| Team Schwarz-Rot-Gold | Team Schwarz-Rot-Gold   |                    | Team United Nations     | Team United Nations |
| Tor                   | Tor                     | Tor                | Tor                     | Tor                 |
| --------------------- | ----------------------- | ------------------ | ----------------------- | ------------------- |
| Markus Janka          | Eisbären Regensburg     | Mark McArthur      | SC Riessersee           |                     |
| Jochen Vollmer        | EHC München             | Mike Bales         | Straubing Tigers        |                     |
| Oliver Häusler        | Starbulls Rosenheim     | Mark Cavallin      | EC Bad Tölz             |                     |
| Verteidigung          |                         |                    |                         |                     |
| Jay Luknowsky         | Ratinger Ice Aliens     | Chris St. Croix    | Wölfe Freiburg          |                     |
| Steffen Michel        | Rote Teufel Bad Nauheim | Robby Sandrock     | Hannover Indians        |                     |
| Timo Basse            | Stuttgart Wizards       | Dominic Auger      | ESV Kaufbeuren          |                     |
| Martin Ančička        | Eisbären Regensburg     | Wade Winkler       | 1. EV Weiden            |                     |
| Brad Bergen           | SERC Wild Wings         | Václav Ruprecht    | EHC Klostersee          |                     |
| Elvis Bešlagič        | REV Bremerhaven         | Georg Havlík       | SC Mittelrhein-Neuwied  |                     |
| Korbinian Holzer      | EC Bad Tölz             | Mike Burman        | EHC München             |                     |
| Josef Lehner          | Straubing Tigers        | Chris Belanger     | EV Landshut             |                     |
| Angriff               |                         |                    |                         |                     |
| Alexander Weiß        | Eisbären Juniors Berlin | Yanick Dubé        | Moskitos Essen          |                     |
| David Musial          | Dresdner Eislöwen       | Eric Schneider     | SC Bietigheim-Bissingen |                     |
| Andrej Kaufmann       | Dresdner Eislöwen       | Mike Pandolfo      | EHC München             |                     |
| André Grein           | Revierlöwen Oberhausen  | Joseph Ori         | TEV Miesbach            |                     |
| Lars Müller           | Lausitzer Füchse        | Adam Mitchell      | EV Landsberg            |                     |
| Markus Schütz         | EV Ravensburg           | Wadym Slywtschenko | ETC Crimmitschau        |                     |
| Ervín Mašek           | Eisbären Regensburg     | Xavier Delisle     | Grizzly Adams Wolfsburg |                     |
| André Schietzold      | Heilbronner Falken      | Dan Heilman        | EV Füssen               |                     |
| Radek Křesťan         | REV Bremerhaven         | Conny Strömberg    | EV Landshut             |                     |
| Markus Keppeler       | EC Peiting              | Alexandre Jacques  | SC Bietigheim-Bissingen |                     |
| Robert Brezina        | SERC Wild Wings         | Trevor Gallant     | Straubing Tigers        |                     |
| Preston Callander     | Grizzly Adams Wolfsburg | Éric Houde         | Moskitos Essen          |                     |
| Trainer               |                         |                    |                         |                     |
| Erich Kühnhackl       | Eisbären Regensburg     | Daniel Naud        | EV Landshut             |                     |
| Larry Mitchell        | EV Landsberg            | Jiří Kochta        | Dresdner Eislöwen       |                     |

### Statistik
| 28. Februar 2006 | Team Schwarz-Rot-Gold Křesťan (14:05) – Schietzold, Grein Musial (17:20) – Keppeler, Kaufmann Musial (24:10) – Keppeler, Kaufmann Schütz (31:28) – Brezina, Bešlagič Kaufmann (44:43) – Keppeler, Musial | 5:6 (2:2, 2:1, 1:3) | Team United Nations Pandolfo (4:41) – Strömberg Belanger (5:26) – Dubé Pandolfo (28:48) – Strömberg, Winkler Houde (51:23) – Mitchell, Slywtschenko St. Croix (53:38) – Ori, Dubé Jacques (55:48) | Eisstadion am Pulverturm, Straubing 1.300 Zuschauer |

## Austragung 2007

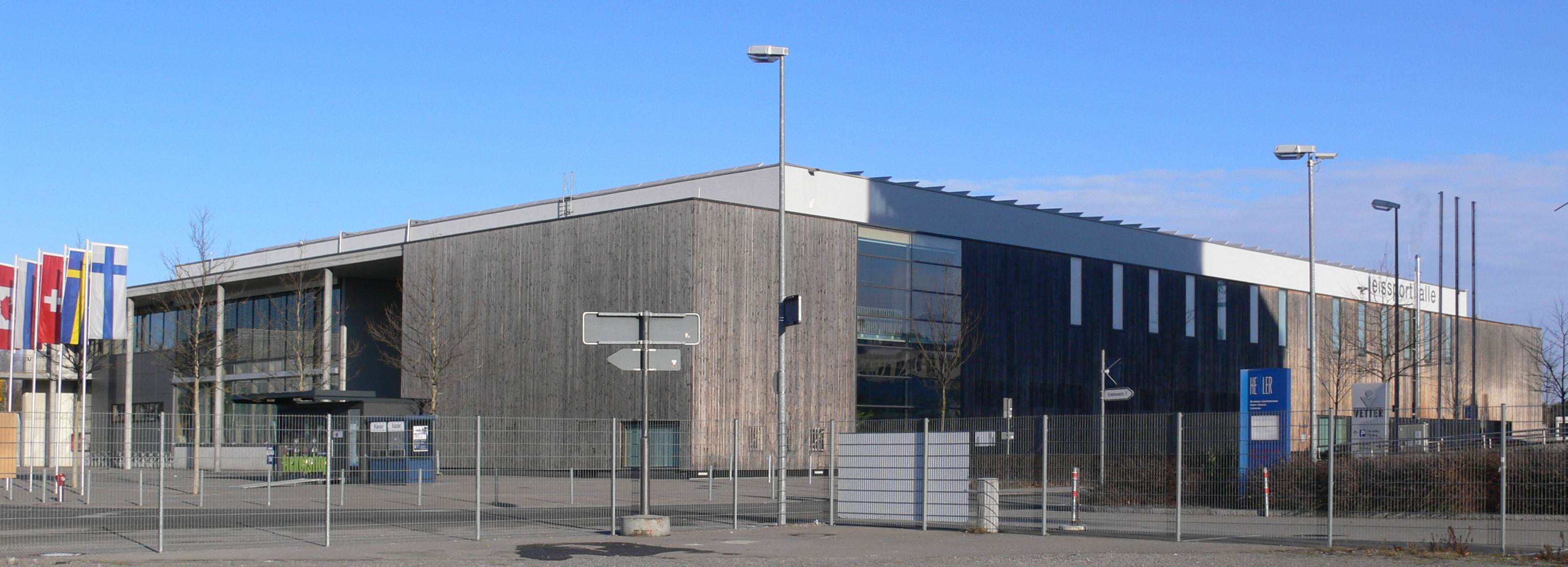
Das zweite ESBG-Allstar-Game fand in der Eissporthalle Ravensburg statt

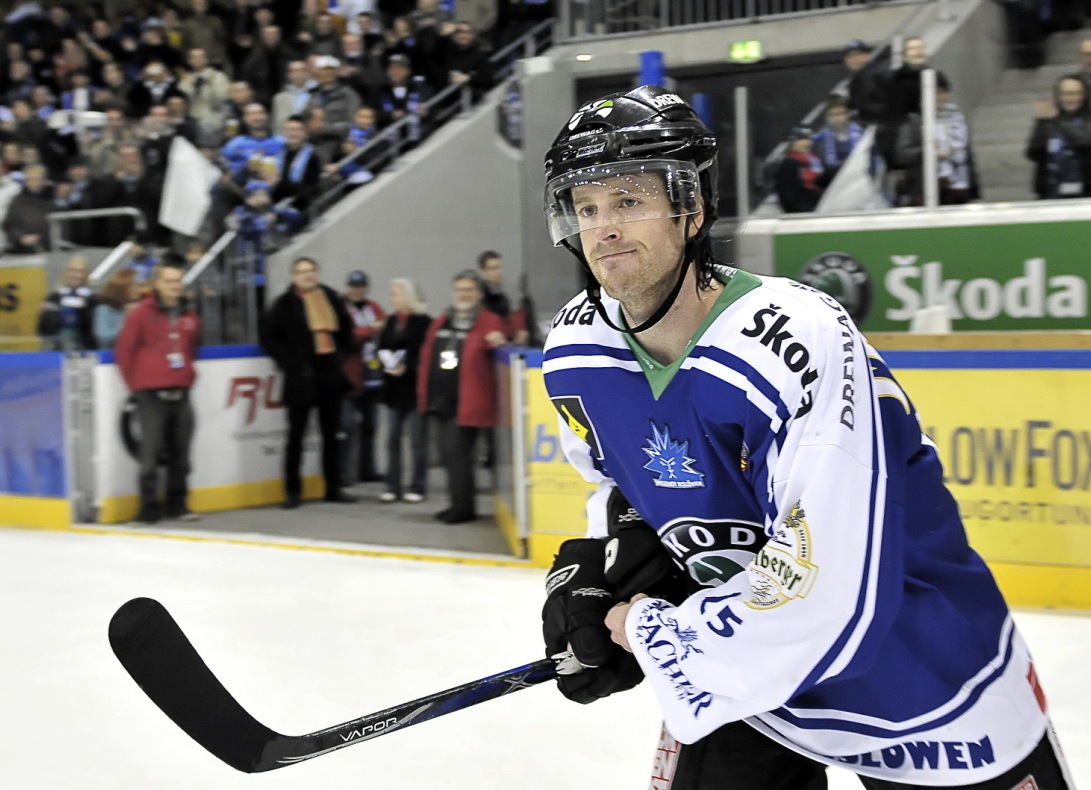
Kevin Gardner erzielte ein Tor

Am 9. Februar 2007 fand das zweite ESBG-All Star Game in der Eissporthalle Ravensburg statt. In dieser Begegnung traf eine Auswahl ausländischer Eishockeyspieler aus der Oberliga sowie der zweiten Bundesliga auf ein Team mit Spielern, die einen deutschen Pass besitzen. Trainer des Teams Schwarz-Rot-Gold war Axel Kammerer. Die mit ausländischen Spielern besetzte Mannschaft wurde von Igor Pawlow betreut.
Vor dem Spiel fanden die Skills Competition statt. Torhüter Mark McArthur vom SC Riessersee konnte bei der ESBG-All-Star-Game Skills Competition mit fünf gehaltenen Penalties seinen Vorjahres-Titel verteidigen. Schnellster Skater wurde Mike Dolezal vom EV Ravensburg mit 13,43 Sekunden vor Kevin Gardner (EV Füssen, 13,49 Sekunden) und Manuel Klinge (Kassel Huskies, 13,60 Sekunden). Den Schlagschuss-Wettbewerb entschied Turo Virta aus Weiden für sich. Nach dem ersten Durchgang waren mit jeweils 150 km/h Virta, Josh MacNevin (Eisbären Regensburg) und Jade Galbraith (SC Riessersee) genau gleich, im Entscheidungs-Schießen setzte sich Virta mit 149,99 km/h durch.
Das zweite ESBG All Star Game endete mit einem 16:4-Erfolg des Team United Nations gegen das Team Germany. Nachdem es nach 20 Minuten noch 3:3 unentschieden stand, konnte das Team United Nations anschließend erfolgreicher agieren und mit einem Zwischenstand von 10:4 in die zweite Pause gehen. Im letzten Drittel war Mark MacArthur der einzige der sechs eingesetzten Torhüter in diesem Spiel, der keinen Gegentreffer hinnehmen musste.
Die Tore erzielten Tyson Mulock (2), Turo Virta (2), Dion Del Monte (2), Shawn McNeil, Kevin Gardner, Jared Mudryk, Eric Nadeau, Chris Stanley, Jade Galbraith, Dean Beuker, Aleksandrs Šiškovičs, Ryan Huddy und Landon Gare für das Team United Nations sowie Brad Bergen, Manuel Klinge, Kamil Ťoupal und Daniel Menge für das Team Germany.

### Mannschaftskader
| Team Schwarz-Rot-Gold | Team Schwarz-Rot-Gold   |                      | Team United Nations     | Team United Nations |
| Tor                   | Tor                     | Tor                  | Tor                     | Tor                 |
| --------------------- | ----------------------- | -------------------- | ----------------------- | ------------------- |
| Dennis Endras         | EV Landsberg            | Alfie Michaud        | REV Bremerhaven         |                     |
| Danny aus den Birken  | Heilbronner Falken      | Patrick DesRochers   | ETC Crimmitschau        |                     |
| Oliver Häusler        | Starbulls Rosenheim     | Mark McArthur        | SC Riessersee           |                     |
| Verteidigung          |                         |                      |                         |                     |
| Mike Pellegrims       | Kassel Huskies          | Dan Björnlie         | SC Bietigheim-Bissingen |                     |
| Kamil Ťoupal          | Landshut Cannibals      | Carl-Johan Johansson | SC Bietigheim-Bissingen |                     |
| Andreas Geipel        | Landshut Cannibals      | Robby Sandrock       | EHC München             |                     |
| Brad Bergen           | SERC Wild Wings         | Josh MacNevin        | Eisbären Regensburg     |                     |
| Elvis Bešlagič        | Grizzly Adams Wolfsburg | Dominic Auger        | SERC Wild Wings         |                     |
| Markus Busch          | Moskitos Essen          | Adam Borzęcki        | EC Bad Tölz             |                     |
| Roman Veber           | ETC Crimmitschau        | Aleksandrs Šiškovičs | Wölfe Freiburg          |                     |
| Bohdan Kozacka        | ESV Kaufbeuren          | Turo Virta           | 1. EV Weiden            |                     |
| Angriff               |                         |                      |                         |                     |
| Craig Streu           | REV Bremerhaven         | Landon Gare          | Lausitzer Füchse        |                     |
| Jason Pinizzotto      | REV Bremerhaven         | Tyson Mulock         | Moskitos Essen          |                     |
| Daniel Menge          | Dresdner Eislöwen       | Dean Beuker          | Moskitos Essen          |                     |
| Neville Rautert       | EHC München             | Shawn McNeil         | Kassel Huskies          |                     |
| Manuel Klinge         | Kassel Huskies          | Dylan Gyori          | EHC München             |                     |
| Thomas Daffner        | Landshut Cannibals      | Andrew McPherson     | EV Landsberg            |                     |
| Niklas Hede           | Eisbären Regensburg     | Eric Nadeau          | EV Füssen               |                     |
| Mattias Wikström      | Grizzly Adams Wolfsburg | Petr Zajonc          | EHC Klostersee          |                     |
| Mike Dolezal          | EV Ravensburg           | Ryan Huddy           | EC Peiting              |                     |
| Markus Schütz         | EV Ravensburg           | Chris Stanley        | Heilbronner Falken      |                     |
| Marcel Waldowsky      | 1. EV Weiden            | Peter Campbell       | EV Ravensburg           |                     |
| Florian Saller        | EHC Klostersee          | Jade Galbraith       | SC Riessersee           |                     |
| Trainer               |                         |                      |                         |                     |
| Axel Kammerer         | EC Bad Tölz             | Igor Pawlow          | REV Bremerhaven         |                     |
| Andreas Brockmann     | SC Riessersee           | Stéphane Richer      | Kassel Huskies          |                     |

### Statistik
| 9. Februar 2007 | Team Schwarz-Rot-Gold | 4:16 (3:3, 1:7, 0:6) | Team United Nations | Eissporthalle Ravensburg, Ravensburg |

## Austragung 2008

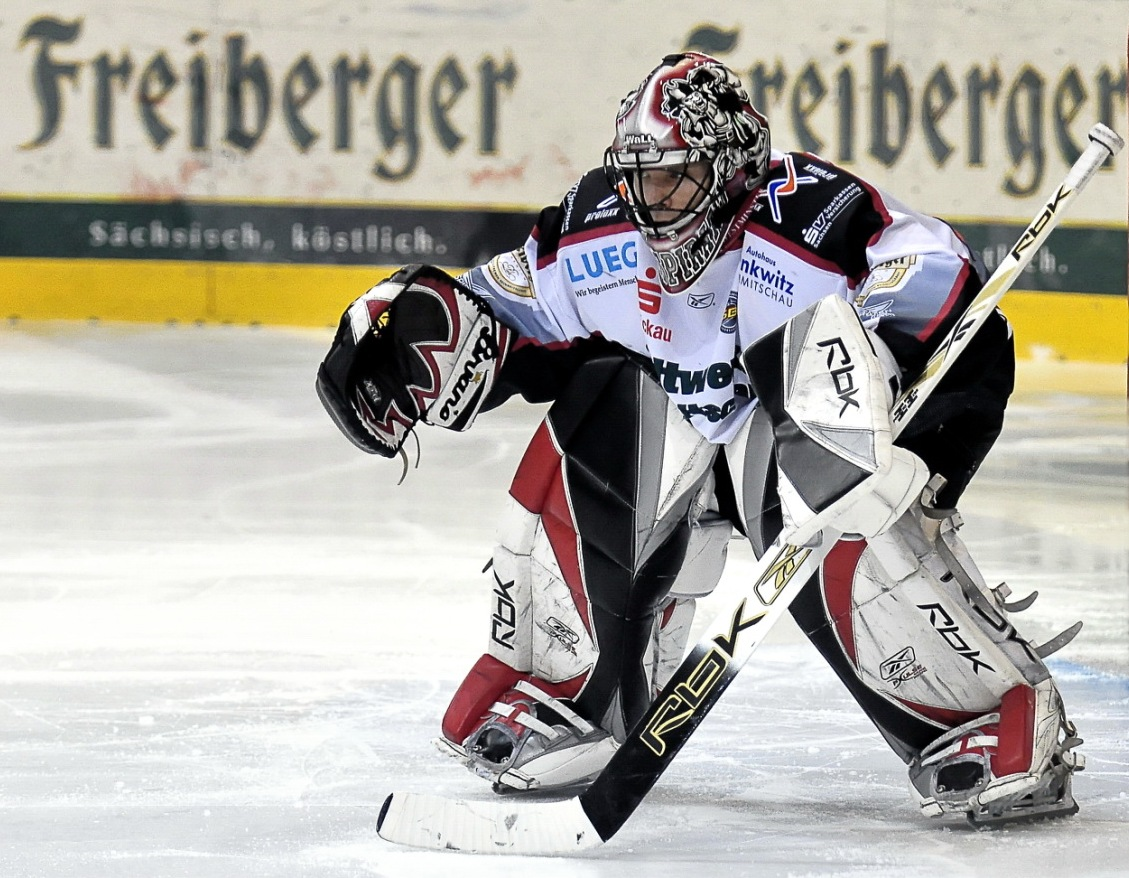
Suvelo wurde mit fünf gehaltenen Penalties zum besten Torhüter

Am 9. Februar 2008 fand das dritte ESBG-Allstar Game der 2. Bundesliga und der Oberliga statt. Das Spiel wurde im Kunsteisstadion im Sahnpark in Crimmitschau ausgetragen.
Neben der Nominierung durch ein Expertengremium durften jeweils drei Spieler pro Mannschaft von den Lesern der Eishockey News gewählt werden. Beim deutschen Team fiel die Wahl auf Boris Rousson, Mats Lindmark und Dušan Frosch, während für die ausländische Auswahl Alfie Michaud, Carl-Johan Johansson und Garrett Festerling die meisten Stimmen erhielten. Insgesamt wurden pro Mannschaft drei Torhüter, acht Verteidiger und zwölf Stürmer sowie jeweils zwei Trainer nominiert. Im Kader der Kontingentspieler wurde der Leipziger Stürmer Max Kenig durch Esbjörn Hofverberg ersetzt. Jeder ESBG-Verein war mit mindestens einem Akteur vertreten, der ETC Crimmitschau stellt als Gastgeber vier Akteure. Trainer des deutschen Teams war Marcus Bleicher. An der Bande des Team United Nations stand der damalige Dresdner Trainer Marian Hurtík.
Vor dem eigentlichen Spiel fanden noch die Skills Competition statt. Den Schlagschuss-Wettbewerb gewann Carl-Johan Johansson mit 162 km/h, schnellster Läufer wurde Benjamin Thiede mit 16,28 Sekunden und bester Torhüter wurde Marko Suvelo mit fünf von sechs gehaltenen Penalties.
Das Team Germany verlor das Spiel mit 10:14 gegen das Team United Nations. Dies war die dritte Niederlage im dritten ESBG All-Star Game für die deutsche Auswahl. Nachdem das Team United Nations das erste sowie das zweite Drittel gewinnen konnte, gelang der deutschen Mannschaft lediglich ein knappes 4:3 im letzten Spielabschnitt. Als wertvollste Spieler wurden Torsten Heine vom Team Germany und Michal Marik vom Team United ausgezeichnet. Das Kunsteisstadion im Sahnpark war mit 2.000 Zuschauern gefüllt.

### Mannschaftskader
| Team Schwarz-Rot-Gold  | Team Schwarz-Rot-Gold   |                      | Team United Nations | Team United Nations |
| Tor                    | Tor                     | Tor                  | Tor                 | Tor                 |
| ---------------------- | ----------------------- | -------------------- | ------------------- | ------------------- |
| Marko Suvelo           | SC Bietigheim-Bissingen | Michal Mařík         | Dresdner Eislöwen   |                     |
| Siniša Martinović      | ETC Crimmitschau        | Mark McArthur        | SC Riessersee       |                     |
| Reinhard Haider        | Deggendorfer SC         | Alfie Michaud        | REV Bremerhaven     |                     |
| Verteidigung           |                         |                      |                     |                     |
| Peter Baumgartner      | Hannover Indians        | Drew Bannister       | Kassel Huskies      |                     |
| Andreas Geipel         | Landshut Cannibals      | Jason Becker         | ETC Crimmitschau    |                     |
| Peter Kathan           | SC Bietigheim-Bissingen | Duncan Dalmao        | Starbulls Rosenheim |                     |
| Vjatscheslav Koubensky | Rostock Piranhas        | Aleš Dvořák          | Passau Black Hawks  |                     |
| Mats Lindmark          | SC Riessersee           | Henri Virta          | EV Füssen           |                     |
| Alexander Schuster     | EHC Klostersee          | Carl-Johan Johansson | Moskitos Essen      |                     |
| Felix Thomas           | Eisbären Juniors Berlin | Michael Schutte      | Heilbronner Falken  |                     |
| Kamil Ťoupal           | Landshut Cannibals      | Ľuboš Velebný        | ESV Kaufbeuren      |                     |
| Angriff                |                         |                      |                     |                     |
| Jan Barta              | Rote Teufel Bad Nauheim | Martin Bartek        | Moskitos Essen      |                     |
| Robert Brezina         | EV Ravensburg           | Dave Bonk            | ETC Crimmitschau    |                     |
| Sebastian Buchwieser   | EHC Thüringen Erfurt    | Garrett Festerling   | EV Füssen           |                     |
| Yanick Dubé            | EC Bad Tölz             | Miikka Jäske         | 1. EV Weiden        |                     |
| Dušan Frosch           | SERC Wild Wings         | Mike Kompon          | EHC München         |                     |
| Thomas Greilinger      | Deggendorfer SC         | Shawn McNeil         | Kassel Huskies      |                     |
| Niklas Hede            | Eisbären Regensburg     | Patrick Neundorfer   | TEV Miesbach        |                     |
| Torsten Heine          | ETC Crimmitschau        | Doug Orr             | EC Peiting          |                     |
| Petr Mares             | Wölfe Freiburg          | Peter Szabó          | Lausitzer Füchse    |                     |
| Darin Olver            | REV Bremerhaven         | Ben Thomson          | EV Ravensburg       |                     |
| Benjamin Thiede        | ESC Halle 04            | Dustin Whitecotton   | SERC Wild Wings     |                     |
| Austin Wycisk          | EV Landsberg            | Esbjörn Hofverberg   | Blue Lions Leipzig  |                     |
| Trainer                |                         |                      |                     |                     |
| Marcus Bleicher        | SC Riessersee           | Marian Hurtík        | Dresdner Eislöwen   |                     |
| Thomas Popiesch        | Lausitzer Füchse        | Gunnar Leidborg      | ETC Crimmitschau    |                     |

### Statistik
| 9. Februar 2008 | Team Schwarz-Rot-Gold Hede (16:38) Thomas (24:30) – Buchwieser Kathan (25:10) – Frosch Barta (26:41) Heine (30:34) – Zeller, Koubenski Brezina (39:50) Quinlan (45:19) Brezina (46:32) – Schuster Mares (58:53) – Heine, Zeller Mares (59:29) – Zeller, Heine | 10:14 (1:5, 5:6, 4:3) | Team United Nations Velebný (4:10) – Bartek Hofverberg (5:10) – Virta, Bonk Neundorfer (13:41) – Hofverberg Vozdecký (16:54) Bartek (17:53) – Orr Neundorfer (20:52) – Becker, Gyori Orr (31:24) – Becker Szabó (34:23) – Bartek, Virta Hofverberg (35:00) – Festerling Orr (36:57) – Kompon Festerling (38:13) – Johansson, Jäske Bartek (44:54) – Szabó, Schutte Festerling (49:03) – Schutte, Jäske Festerling (50:02) | Kunsteisstadion im Sahnpark, Crimmitschau 1.937 Zuschauer |

## Austragung 2009 und 2010
Für die Jahre 2009 und 2010 wurde das ESBG-Allstar-Game aus terminlichen Gründen seitens der ESBG abgesagt. Für die Saison 2009/10 äußerten die 14. Zweitligisten den Wunsch, auf Wochentagspiele zu verzichten. Somit konnte kein geeigneter Termin für ein solches Ereignis im Jahr 2010 gefunden werden. Konsequenz war die erneute Absage des Allstar-Games.